# Università tecnica di Darmstadt

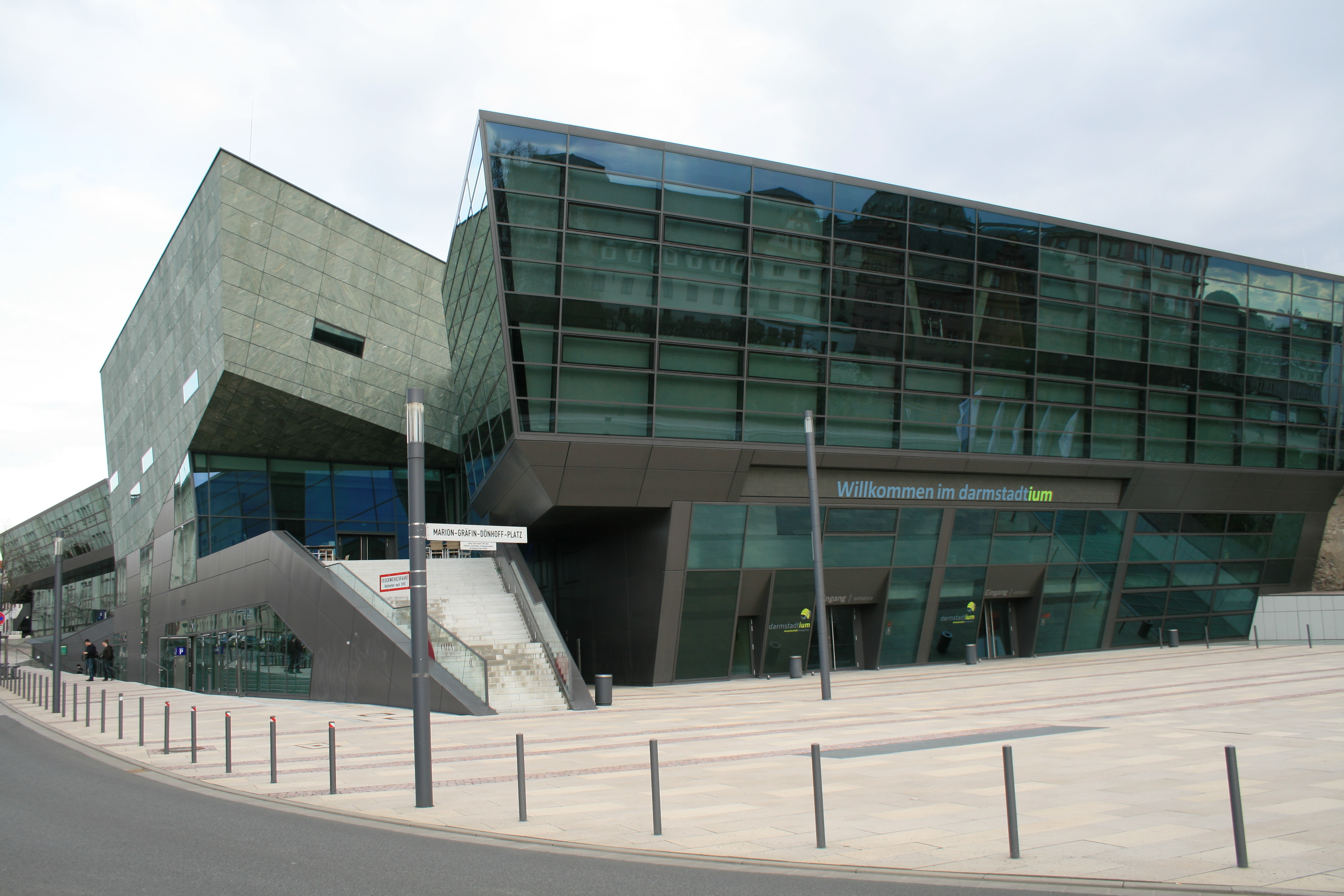
Darmstadtium

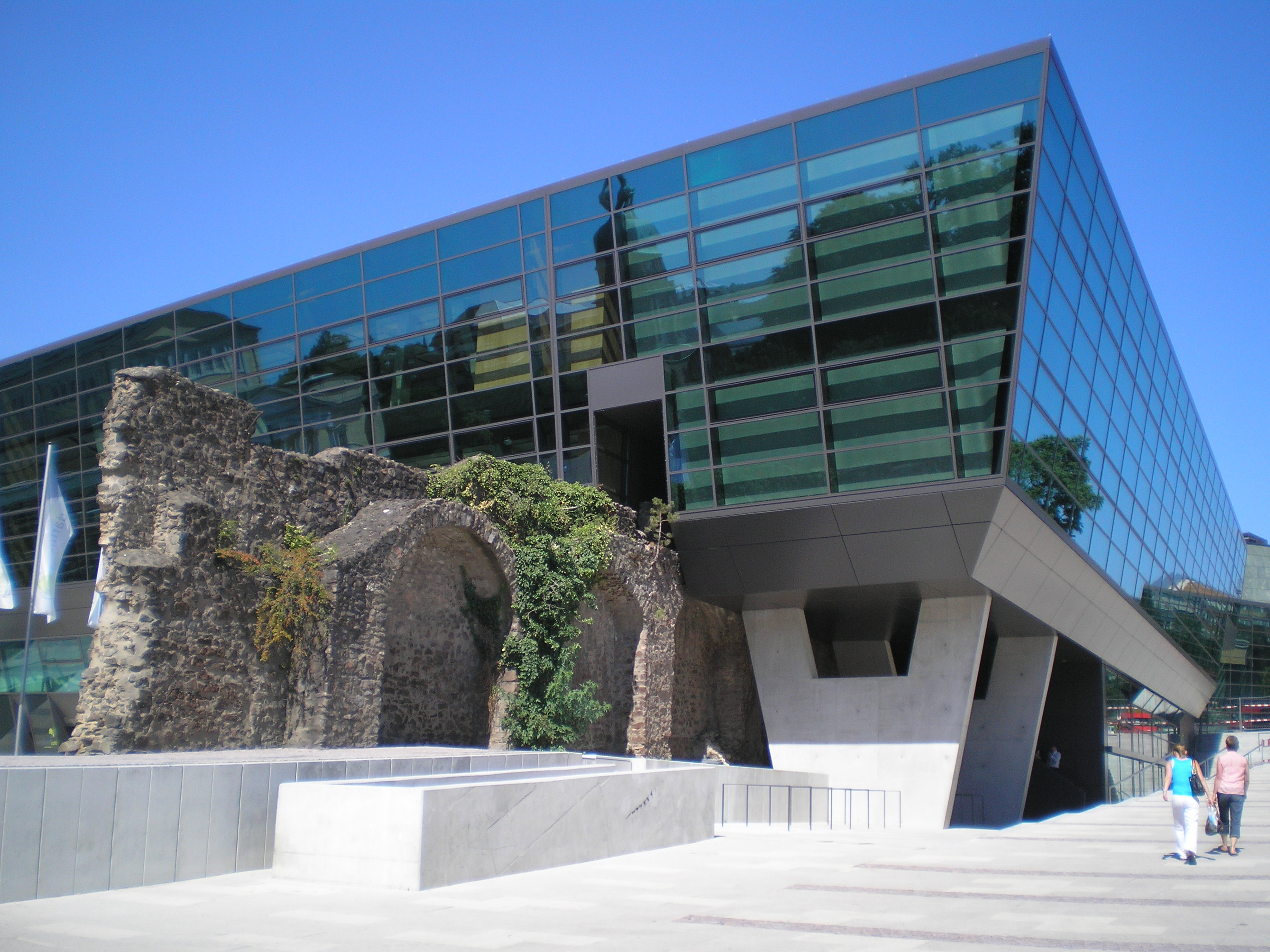
Darmstadtium

La Technische Universität Darmstadt, (in italiano: Università tecnica di Darmstadt), anche TU Darmstadt, fu la prima universitá autonoma della Germania ed è un ateneo a Darmstadt, Germania. Con 25.100 studenti e 5.000 dipendenti è la quinta università dell'Assia. L'università e un membro dell'alleanza chiamata TU9. Al livello europeo appartiene all' alleanza delle università europee Unity!.
L'Università Tecnica di Darmstadt ha fondato la prima cattedra di ingegneria elettrica al mondo nel 1882. Nel 1883 è stata istituita la prima facoltà di ingegneria elettrica al mondo e il primo corso di laurea in ingegneria elettrica al mondo. I laureati e i dipendenti della TU Darmstadt sono stati determinanti per l'affermazione dell'informatica, della business informatics e dell'intelligenza artificiale come discipline scientifiche in Germania. Gli inizi dell'informatica come disciplina scientifica in Germania risalgono all'Istituto di matematica pratica della TU Darmstadt.Nel 1976, la TU Darmstadt ha introdotto il primo corso di laurea in business informatics in Germania.

## Storia
Il 10 ottobre 1877, Luigi IV, Granduca di Assia-Darmstadt, istituì questa università, dandole il rango di Technische Hochschule.
Storicamente è stata la prima università al mondo a istituire un insegnamento in ingegneria elettrica, cattedra ricoperta nel 1882 dal fisico Erasmus Kittler.

## Il Prestigio dell´universita

### Iniziativa di eccellenza
La universita Darmstadt ha partecipato con successo all'Iniziativa di eccellenza del governo federale tedesco nel 2007 e nel 2012, ricevendo una parte dei fondi distribuiti. Dal 2007 sono stati finanziati la Graduate School of Computational Engineering "Beyond Traditional Sciences" e il Cluster of Excellence "Smart Interfaces".
Nel 2012 è stata istituita anche la Graduate School of Energy Science and Technology. La TU Darmstadt è anche coinvolta nel Cluster di eccellenza "The Formation of Normative Orders" dell'Università di Francoforte.

### Cluster in IT e AI
L'Università Tecnica di Darmstadt fa parte del Cluster IT Reno-Meno-Neckar e del Cluster Software di Eccellenza. Nel gennaio 2010, il Cluster Software ha vinto il Leading-Edge Cluster Competition del governo tedesco. L'obiettivo del cluster è quello di consentire la trasformazione delle aziende in imprese digitali. Questo cluster è composto dai centri di Darmstadt, Kaiserslautern, Karlsruhe, Saarbrücken e Walldorf.
Dal 2017, il Ministero federale dell'istruzione e della ricerca sostiene la cooperazione tra il Centro di ricerca tedesco per l'intelligenza artificiale, il Centro di competenza per l'informatica della Saarland e l'Università tecnica di Darmstadt con aziende e istituti di ricerca della Silicon Valley, di Singapore e di Bahia in Brasile.
L'Università Tecnica di Darmstadt è partner del Centro Nazionale di Ricerca per la Cybersecurity Applicata ATHENE, il più grande istituto di ricerca per la sicurezza informatica applicata in Europa.
La TU Darmstadt è sede del Centro dell'Assia per l'intelligenza artificiale. Il Centro di ricerca tedesco per l'intelligenza artificiale ha sede presso l'Università tecnica di Darmstadt.

## Facoltà
Le 17 facoltà (Fachbereiche) della TU Darmstadt sono:
- Scienze giuridiche e economiche (Rechts- und Wirtschaftswissenschaften)
- Scienze sociologiche e storiche (Gesellschafts- und Geschichtswissenschaften)
- Scienze umanistiche (Humanwissenschaften)
- Matematica (Mathematik)
- Fisica (Physik)
- Chimica (Chemie)
- Biologia (Biologie)
- Scienze dei materiali e della Terra (Material- und Geowissenschaften)
- Ingegneria civile e geodesia (Bauingenieurwesen und Geodäsie)
- Architettura (Architektur)
- Ingegneria meccanica (Maschinenbau)
- Ingegneria elettronica e dell'informazione (Elektrotechnik und Informationstechnik)
- Informatica (Informatik)